# Pateira de Fermentelos
La Pateira de Fermentelos è un lago del Portogallo, sito nel distretto di Aveiro, nella subregione del Basso Vouga. Ha una superficie di 0,5 km² per uno sviluppo costiero di 15 km.